# Carmen Cervera
María del Carmen Rosario Soledad Cervera y Fernández de la Guerra, conosciuta semplicemente come Carmen Tita Cervera o Carmen Tita Thyssen (Sitges, 23 aprile 1943), è una collezionista d'arte, ex modella e attrice spagnola.

## Biografia
Fu eletta Miss Spagna nel 1961 e sposò nel 1965 Lex Barker. Nel 1975 si risposò con Espartaco Santoni, da cui divorziò nel 1978, ed infine sposò nel 1985, Hans Heinrich Thyssen-Bornemisza de Kászon. Hans Heinrich adottò suo figlio, Alejandro Borja Thyssen-Bornemisza de Kászon et Impérfalva, nato a Madrid nel 1980 da Manuel Segura.

## Filmografia parziale
- Spie contro il mondo, regia di Robert Lynn episodio Rio (1966)
- Muori lentamente... te la godi di più, regia di Franz Josef Gottlieb (1967)
- Il licantropo e lo yeti (La maldición de la bestia), regia di Miguel Iglesias (1975)
- Quel pomeriggio maledetto, regia di Mario Siciliano (1977)
- Allarme nucleare, regia di Cesare Canevari (1979)
- El primer divorcio, regia di Mariano Ozores (1982)
- Tango, regia di Miguel Hermoso – serie TV (1992)